# A légy (film, 1980)
A légy (angol cím: The fly) 1980-ban bemutatott magyar rajzfilm, amelyet Rofusz Ferenc rendezett. Az első magyar Oscar-díjas rövidfilm.

## Cselekmény
A film egy légy történetét mutatja be, ami egy őszi napon betéved egy nagy kertben álló házba. A légy a számára idegen terepen menekül a légycsapóval közelítő üldözője elől, az életéért kell küzdenie, mert a ház lakója agyon akarja csapni. A néhány perces történet alatt a film nézője a zümmögve  bolyongó légy szemével látja a világot, mindvégig a meg-megpihenő rovar szemszögéből ábrázolva azt, egészen addig, míg végül a ház lakója agyon nem csapja a kellemetlenkedőt, ekkor a légy zümmögése hirtelen megszűnik. A záró képsorokban egy rovargyűjtemény képe tűnik fel a tűkre felszúrt áldozatokkal.

## Alkotók
- Írta, tervezte és rendezte: Rofusz Ferenc
- Dramaturg: Sipos Áron
- Operatőr: Bacsó Zoltán
- Vágó: Czipauer János
- Hangmérnök: Horváth András
- Munkatársak: Dévényi Mónika, Diósi Ferenc, Kukányi Imre, Somfai István, Visnyei Ilona
- Gyártásvezető: Auguszt Olga

Készítette a Pannónia Filmstúdió

## A film
A forgatókönyv már 1976-ban elkészült – munkacíme A bogár volt –, de a Művészeti Tanács nem hagyta jóvá. Az eredeti elképzelés szerint a legyet nem csapták volna agyon, hanem belerepült volna üldözője szemébe, majd elrepült volna, de ez a befejezés nem nyerte el a politika tetszését. Többszöri próbálkozás után a filmtervet Hankiss Elemér, a Pannónia Filmstúdió akkori dramaturgjának javaslatára végül elfogadták. A korabeli  cenzorok tudni szerették volna, hogy mondanivalója szerint vajon ki a légy és ki az üldöző? A film üzenete nem félremagyarázható: a mindenkori hatalomnak kiszolgáltatott életért való kiállás.
A rövidfilm a rendkívül munkaigényes háttéranimáció technikát is alkalmazta, a halszem optika és a szubjektív kamera egyszerre valósult meg benne.
Az animációhoz hasonlóan a hangokat, zörejeket is „saját kezűleg” állítottuk elő – a lódobogást például kókuszdiók ütögetésével imitáltuk. A legnehezebben a megfelelő légyhangot találtuk meg; sokat próbálkoztunk azzal, hogy egy igazi légy zümmögését magnóval felvegyük, ez azonban nem hozta meg a várt eredményt, így végül a filmzörejező Langer Ede vállalkozott arra, hogy szájával a légy repülésének hangját utánozza.
A film mintegy 3600 rajzból készült. Két év munkájával állították össze a kész filmet. Rofusz kezdetben vízfestékkel dolgozott, de ez nem volt megfelelő, mert a próbavetítésen túl gyorsnak bizonyult a film, így változtatott a technikán, és fekete zsírceruzát használt a háttérrajzokhoz. A film készítése 1980-ban fejeződött be.

## Az Oscar-díj-botrány

Alan Arkin és a Légy Oscar-díjának átvevője a film producerének a Pannónia Filmstúdiónak a nevében: Dósai István a Hungarofilm vezérigazgatója;
Helyszín: Dorothy Chandler Pavilion, Hollywood, Los Angeles, USA
Időpont: 1981. március 31.

A Légy 1981-ben elnyerte a legjobb animációs rövidfilmnek járó Oscar-díjat. Azonban az Oscar-díj átadása kisebb botrányba torkollott: Rofusz Ferenc az akkori pártállami kultúrpolitika bürokratikussága miatt – a hivatalos indoklás szerint az Oscar-díjat kapott rendező kiutazásához szükséges dokumentumok kiadására túlságosan rövid idő állt rendelkezésre – nem tudott részt venni a gálán. A díjat helyette Dósai István, a Hungarofilm vezérigazgatója vette át, aki a magyar küldöttség részeként volt jelen. Az Oscar szobrocskát Alan Arkin adta át Dósainak, aki a díj átvételekor a következőket mondta angol nyelven: "It’s not me; I’m so sorry. He got the invitation too late. And I thank in his name. And just one word: Even the short film can be great." Így aztán Dósai örökre bekerült az Oscar-díjat nyert művészek köszönő beszédeit tartalmazó adatbázisba. A korabeli amerikai sajtó tudósításai szerint (the unknown man walked briskly onto the stage, issued a few brief "thank-yous," and walked backstage), az ismeretlen férfi elmenekült az éjszakába. Jerry Hold a biztonsági szolgálat vezetője értesítette a rendőrséget: Dósaitól az akadémia illetékesei még aznap visszavehették az Oscart. A Los Angeles-i rendőrség rátörte Dósaira a hotelszobája ajtaját és lefoglalta az aranyszobrot. Rofusz csak hónapokkal később – miután írt egy levelet Kádár János titkárságára – tudott elutazni az Egyesült Államokba, hogy átvegye az Oscar-díját.

## Díjak

### Oscar-díj(1980)
- díj: legjobb animációs rövidfilm

### Krakkói Filmfesztivál (1981)
- díj: Don Quijote-díj

### Ottawa Nemzetközi Animációs Filmfesztivál (1981)
- díj: 2. helyezés (3 percnél rövidebb film)